# Chunga
Chunga là một chi chim trong họ Cariamidae.

## Các loài
- Chunga burmeisteri
- †Chunga incerta